# Contarinia nubilipennis
Contarinia nubilipennis är en tvåvingeart som först beskrevs av Jean-Jacques Kieffer 1889.  Contarinia nubilipennis ingår i släktet Contarinia och familjen gallmyggor.
Artens utbredningsområde är Frankrike. Inga underarter finns listade i Catalogue of Life.